# زينه كوخر
زينه كوخر هي متسابقة بياثل كندية، ولدت في 5 ديسمبر 1982 في رد دير في كندا.

## وصلات خارجية
- زينه كوخر على موقع IBU (الإنجليزية)
- زينه كوخر على موقع الاتحاد الدولي للتزلج (التزلج الريفي) (الإنجليزية)
- زينه كوخر على موقع أوليمبيديا (الإنجليزية)
- زينه كوخر على موقع اللجنة الأولمبية الكندية (الإنجليزية)
- زينه كوخر على موقع IMDb (الإنجليزية)